# Karolina Lutczyn
Karolina Lutczyn-Friedek (ur. 11 grudnia 1975 w Krakowie) – polska aktorka filmowa i teatralna, piosenkarka oraz tancerka.

## Życiorys
Jest córką artysty Edwarda Lutczyna oraz Joanny Gruszczyńskiej. 
Absolwentka Państwowej Wyższej Szkoły Teatralnej im. Ludwika Solskiego. Grała w Teatrze Nowym w Warszawie. Przez pięć lat była związana z zespołem Biba Cool, który w 2000 zdobył nagrodę na festiwalu w Opolu. W 2005 występuje w Teatrze Łaźnia Nowa.
Od lipca 2009 jest żoną Macieja Friedka.

## Filmografia
- 1990: Tajemnica puszczy – Justyna
- 1991: Skarga (film) – Anna, dziewczyna Stefana
- 1995: Niemcy (film) – Ruth (odc. 9)
- 1995: Ida (etiuda szkolna) – obsada aktorska
- 1995: Chrusty (etiuda szkolna) – obsada aktorska
- 1996: Nikto (etiuda szkolna) – obsada aktorska (głos)
- 1996: Epitafia Polskie (widowisko telewizyjne) – obsada aktorska
- 2001: Marzenia do spełnienia – studentka Aleksandra Szczęsna (odc. 33–34)
- 2001: Edges of the lord – blondynka przy klubie
- 2002: Kasia i Tomek – policjantka (głos) (odc. 24, seria I)
- 2003: Siedem przystanków na drodze do raju – kobieta z cmentarza
- 2004: Park tysiąca westchnień – kobieta z kwiatem
- 2004: Mało upalne lato – Violetta
- 2005-2012: Detektywi – Karolina, asystentka detektywów
- 2006: Na południe od granicy (spektakl telewizyjny) – Justyna
- 2009: Dekalog 89+ – sprzedawczyni na targowisku (odc. 4)